# Вакаров, Дмитрий Онуфриевич
Дмитрий Онуфриевич Вакаров (3 ноября 1920, Иза, Хустский округ, Подкарпатская Русь, Чехословакия — весна 1945 года, концлагерь Нацвайлер, Германия) — закарпатский русскоязычный поэт. Псевдонимы: Явор, Дима.

## Биография
Учился в русских гимназиях в Праге и Хусте, на филологическом факультете Будапештского университета. Творчество поэта проходило в основном в студенческие годы.
В годы учёбы в Будапештском университете Д. Вакаров, вступив в ряды антифашистского подполья, активно участвовал в борьбе против венгерских оккупантов, захвативших в 1939 году Подкарпатскую Русь.
В марте 1944 года был арестован за связь с антифашистским подпольем и осуждён к пожизненной каторге, погиб в концлагере. Посмертно награждён медалью «За боевые заслуги» и посмертно принят в Союз писателей СССР.

## Творчество
Поэзия Дмитрия Вакарова начала издаваться в 1950-е годы. За первой книгой «Избранные стихи» (1955) последовали «Избранное» (1963), «Избранное» (1970), «Удар за ударом» (1980), «Сочинения» (1986).

Я пришел поклониться народу,
Я пришел на борьбу его звать,
Я пришел, чтобы петь о свободе,
За свободу с народом восстать.
И когда все на праздник прибудут,
Меня вспомнят родные сердца,
И я верю: меня не забудут, —
Мои песни споют до конца.

Михайло Стельмах писал о Вакарове: «Его короткая жизнь была мужественной песней, и песня его была самой жизнью». Олег Юрьев отмечает, однако: «Стихи, к сожалению, слабые».

## Память
Именем Вакарова названа площадь в Хусте перед бывшим зданием русской гимназии, где он учился, в родном селе поэта открыт его музей. В родном с. Иза ему установлен памятник и бюст в Хусте.